# Il passo dell'avvoltoio
Il passo dell'avvoltoio (Raton Pass) è un film del 1951 diretto da Edwin L. Marin.
È un film western statunitense con Dennis Morgan, Patricia Neal e Steve Cochran. È basato sul romanzo del 1950  Raton Pass di Tom W. Blackburn.

## Trama
Anni 1880, Nuovo Messico. Una faida contrappone il facoltoso allevatore Pierre Challon e il figlio Marc ad alcuni coloni dall'altro lato di Raton Pass. Due stranieri arrivano in diligenza, un uomo spietato di nome Van Cleave e una donna attraente, Ann, che immediatamente seduce e poi sposa Marc Challon, beatamente ignaro di fatto che lei l'abbia accettato solo per avidità, non per amore.

## Produzione
Il film, diretto da Edwin L. Marin su una sceneggiatura di Thomas W. Blackburn e James R. Webb e un soggetto dello stesso Blackburn (autore del romanzo), fu prodotto da Saul Elkins per la Warner Bros. e girato a Gallup, Nuovo Messico, dal 19 luglio a fine agosto 1950. Il titolo di lavorazione fu  Along the Santa Fe Trail.

## Distribuzione
Il film fu distribuito con il titolo Raton Pass negli Stati Uniti dal 7 aprile 1951 al cinema dalla Warner Bros.
Altre distribuzioni:
- in Finlandia il 21 settembre 1951 (Taistelu Raton-solasta)
- in Germania Ovest il 27 giugno 1963 (Überfall am Raton-Paß)
- in Austria nel settembre del 1963 (Überfall am Raton Pass)
- nel Regno Unito (Canyon Pass)
- in Belgio (De doodspas)
- in Brasile (Escrava da Cobica)
- in Italia (Il passo dell'avvoltoio)
- in Belgio (L'impasse de la mort)
- in Grecia (Stavraetoi tis paranomias)

## Promozione
Le tagline sono:
- The "Lady" against the girl who never tried to be one!
- "I don't care if he is my husband---he's standing in the way of my plans. Go after him!"
- Gun Against Gun - Peak Against Peak...for the Gap of Gold they called 'RATON PASS"
- "Hold Raton Pass And You Hold The Rest Of The West By The Throat!"
- Where The Mountains Were Blasted Open---And Men Fought Gun-To-Gun For The Treasured Land In The Middle!